# Giambattista Capretti
Giovanni Battista Capretti, meglio conosciuto come Giambattista Capretti o anche Gianni (Rovato, 29 settembre 1946 – Azzate, 26 settembre 2016), è stato un pugile italiano.
Ha ottenuto notevoli successi soprattutto nella categoria dei dilettanti, partecipando alle Olimpiadi di Città del Messico 1968 e Monaco 1972.

## Biografia

### Carriera da dilettante
Selezionato per rappresentare l'Italia alle Olimpiadi di Città del Messico 1968, nei pesi superleggeri, Capretti batte al primo turno il canadese Dick Findlay per Kot al secondo round e ai sedicesimi di finale l'uruguayano Carlos Casal per verdetto unanime ai punti. Purtroppo è eliminato per 4-1 negli ottavi dal Campione olimpico uscente e futura medaglia d'oro Jerzy Kulej. La sconfitta è decisa solo dalla preferenza sfavorevole di due giudici che avevano decretato il pari . 
L'anno successivo, ai Campionati europei, a Bucarest, è medaglia di bronzo, cedendo in seminale al sovietico Valeriy Frolov. 
Nel 1970 a Sassari vince il titolo italiano. L'anno dopo, a Smirne, vince i Giochi del Mediterraneo battendo un pugile di casa. Nel 1972, a Treviso, è vicecampione mondiale militare. 
Con questi risultati, Capretti è selezionato per partecipare alla sua seconda Olimpiade, a Monaco di Baviera, nel 1972, come capitano della squadra. Il responsabile Natale Rea gli impone di scendere nella categoria dei pesi leggeri, adottando un'astuzia che, in precedenti edizioni dei Giochi, si è rivelata vincente (Nino Benvenuti e Francesco Musso a Roma 1960). Invece, il lombardo ha difficoltà a rientrare nel peso e si presenta debilitato sul ring. 
Dopo aver eliminato il canadese José Martinez, Capretti si trova a combattere con l'ungherese László Orbán, che poi vincerà la medaglia d'argento. L'incontro sarebbe equilibrato se non fosse per un richiamo ufficiale attribuitogli dall'arbitro e che capovolge il verdetto.

### Carriera da professionista
Passato professionista nei superleggeri, nel 1973, Capretti sale sul ring 16 volte in due anni, sempre in Lombardia, mantenendo l'imbattibilità. Nel 1975 rimane inattivo. Combatte altre tre volte nel 1976 in Lombardia, vincendo ancora.
Il 4 febbraio 1977, Capretti subisce la prima sconfitta per ferita alla seconda ripresa, a Milano contro Angelo Fanciulli. È comunque designato per contendere a Bruno Fieschi, a Udine, la cintura italiana vacante dei pesi superleggeri. Perde per knock-out tecnico all’ottava ripresa.
Risale sul ring milanese a marzo 1978 e ottiene due vittorie ai punti. Poi si reca a combattere a Sarajevo con José Luis Ribeiro, brasiliano residente ad Ancona. Ottiene un verdetto di parità. Dopo questo risultato Capretti decide di lasciare la boxe.